# The Final Countdown
The Final Countdown – trzeci album zespołu Europe. Został wydany 26 maja 1986 roku nakładem wytwórni Epic Records.
Album uplasował się na ósmym miejscu listy Billboard 200. Płyta została przygotowana przez Kevina Elsona jako producenta, wcześniej współpracującego z zespołem Journey.

## Lista utworów
1. "The Final Countdown" – 5:11
2. "Rock the Night" – 4:03
3. "Carrie" – 4:30
4. "Danger on the Track" – 3:45
5. "Ninja" – 3:46
6. "Cherokee" – 4:13
7. "Time Has Come" – 4:01
8. "Heart of Stone" – 3:46
9. "On the Loose" – 3:08
10. "Love Chaser" – 3:27

## Twórcy
- Joey Tempest – śpiew
- John Norum – gitara
- John Levén – gitara basowa
- Mic Michaeli – instrumenty klawiszowe
- Ian Haugland – perkusja